# Легка атлетика на літніх Олімпійських іграх 2016 — біг на 800 метрів (жінки)
Змагання з легкої атлетики в бігові на 800 метрів серед жінок на літніх Олімпійських іграх 2016 проходили з 17 по 20 серпня на Олімпійському стадіоні Жоао Авеланжа.

## Рекорди
Станом на 17 серпня 2016 світовий і олімпійський рекорди були такими:
| Світовий рекорд     | Ярміла Кратохвілова (TCH)    | 1:53.28 | Мюнхен, ФРН  | 26 липня 1983 |
| Олімпійський рекорд | Надія Мушта-Олізаренко (URS) | 1:53.43 | Москва, СРСР | 27 липня 1980 |

## Розклад змагань
Час місцевий (UTC−3).
| Дата              | Час   | Раунд            |
| ----------------- | ----- | ---------------- |
| Середа, 17 серпня | 10:55 | Попередні забіги |
| Четвер, 18 серпня | 21:15 | Півфінали        |
| Субота, 20 серпня | 21:15 | Фінал            |

## Результати

### Попередні забіги
У півфінали виходять по двоє перших з кожного забігу (Q) і восьмеро найшвидших серед тих, що посіли наступні місця (q).

##### Забіг 1
| Місце | Спортсменка        | Країна                | Час     | Примітки |
| ----- | ------------------ | --------------------- | ------- | -------- |
| 1     | Лінсі Шарп         | Велика Британія (GBR) | 2:00.83 | Q        |
| 2     | Амела Терзіч       | Сербія (SRB)          | 2:00.99 | Q SB     |
| 3     | Сахілі Дьяго       | Куба (CUB)            | 2:01.38 |          |
| 4     | Енджі Петті        | Нова Зеландія (NZL)   | 2:02.40 |          |
| 5     | Жюстін Федронік    | Франція (FRA)         | 2:02.73 |          |
| 6     | Ольга Ляхова       | Україна (UKR)         | 2:03.02 |          |
| 7     | Флоріна П'єрдевара | Румунія (ROU)         | 2:03.32 |          |
| 8     | Сіара Еверард      | Ірландія (IRL)        | 2:07.91 |          |

##### Забіг 2
| Місце | Спортсменка          | Країна                | Час     | Примітки |
| ----- | -------------------- | --------------------- | ------- | -------- |
| 1     | Кастер Семеня        | ПАР (RSA)             | 1:59.31 | Q        |
| 2     | Аджей Вілсон         | США (USA)             | 1:59.44 | Q SB     |
| 3     | Шелайна Оскан-Кларк  | Велика Британія (GBR) | 1:59.67 | q        |
| 4     | Ван Чуньюй           | Китай (CHN)           | 1:59.93 | q PB     |
| 5     | Маргарита Мукашева   | Казахстан (KAZ)       | 2:00.97 |          |
| 6     | Клаудія Бобоча       | Румунія (ROU)         | 2:03.75 |          |
| 7     | Роуз Натіке Локоньєн | Збірна біженців (ROT) | 2:16.64 |          |
| 8     | Хулеє Ба             | Мавританія (MTN)      | 2:43.52 |          |
|       | Рабабе Арафі         | Марокко (MAR)         | DNF     |          |

##### Забіг 3
| Місце | Спортсменка              | Країна           | Час     | Примітки |
| ----- | ------------------------ | ---------------- | ------- | -------- |
| 1     | Селіна Бюхель            | Швейцарія (SUI)  | 1:59.00 | Q SB     |
| 2     | Маргарет Ньяйрера Вамбуй | Кенія (KEN)      | 1:59.66 | Q        |
| 3     | Наталія Прищепа          | Україна (UKR)    | 1:59.80 | q        |
| 4     | Гудаф Цегай              | Ефіопія (ETH)    | 2:00.13 |          |
| 5     | Сіфан Гассан             | Нідерланди (NED) | 2:00.27 | SB       |
| 6     | Тінту Лукка              | Індія (IND)      | 2:00.59 | SB       |
| 7     | Сельма Кейджан           | Австралія (AUS)  | 2:05.20 |          |
| 8     | Цепанг Селло             | Лесото (LES)     | 2:10.22 |          |

##### Забіг 4
| Місце | Спортсменка         | Країна          | Час     | Примітки |
| ----- | ------------------- | --------------- | ------- | -------- |
| 1     | Мелісса Бішоп       | Канада (CAN)    | 1:58.38 | Q        |
| 2     | Марина Арзамасова   | Білорусь (BLR)  | 1:58.44 | Q SB     |
| 3     | Хабітам Алему       | Ефіопія (ETH)   | 1:58.99 | q PB     |
| 4     | Ноелі Яріго         | Бенін (BEN)     | 1:59.12 | q        |
| 5     | Халіма Накаї        | Уганда (UGA)    | 1:59.78 | q PB     |
| 6     | Аніта Хінріксдоттір | Ісландія (ISL)  | 2:00.14 |          |
| 7     | Крістіна Герінґ     | Німеччина (GER) | 2:01.04 |          |
| 8     | Фатма Ель-Шарнубі   | Єгипет (EGY)    | 2:21.24 |          |

##### Забіг 5
| Місце | Спортсменка      | Країна        | Час     | Примітки |
| ----- | ---------------- | ------------- | ------- | -------- |
| 1     | Юніс Сум         | Кенія (KEN)   | 1:59.83 | Q        |
| 2     | Наталія Лупу     | Україна (UKR) | 1:59.91 | Q        |
| 3     | Кейт Грейс       | США (USA)     | 1:59.96 | q        |
| 4     | Рене Ейкенс      | Бельгія (BEL) | 2:00.00 | q PB     |
| 5     | Тігст Ассефа     | Ефіопія (ETH) | 2:00.21 | SB       |
| 6     | Вінні Наньондо   | Уганда (UGA)  | 2:02.77 |          |
| 7     | Аміна Бахіт      | Судан (SUD)   | 2:07.65 |          |
| 8     | Све лі Мінт Мінт | М'янма (MYA)  | 2:16.98 |          |

##### Забіг 6
| Місце | Спортсменка        | Країна           | Час     | Примітки |
| ----- | ------------------ | ---------------- | ------- | -------- |
| 1     | Ангеліка Ціхоцька  | Польща (POL)     | 2:00.42 | Q        |
| 2     | Юснейсі Сантюсті   | Італія (ITA)     | 2:00.45 | Q        |
| 3     | Роза-Марія Алманца | Куба (CUB)       | 2:00.50 |          |
| 4     | Маліка Аккауі      | Марокко (MAR)    | 2:00.52 |          |
| 5     | Гедда Генне        | Норвегія (NOR)   | 2:01.64 | SB       |
| 6     | Дебора Родрігес    | Уругвай (URU)    | 2:01.86 |          |
| 7     | Сімоя Кемпбелл     | Ямайка (JAM)     | 2:02.07 |          |
| 8     | Шарлін Матіас      | Люксембург (LUX) | 2:09.30 |          |

##### Забіг 7
| Місце | Спортсменка      | Країна         | Час     | Примітки |
| ----- | ---------------- | -------------- | ------- | -------- |
| 1     | Йоанна Йозвік    | Польща (POL)   | 2:01.58 | Q        |
| 2     | Вінні Чебет      | Кенія (KEN)    | 2:01.65 | Q        |
| 3     | Естер Герреро    | Іспанія (ESP)  | 2:01.85 |          |
| 4     | Ліснейді Вейтія  | Куба (CUB)     | 2:02.10 |          |
| 5     | Ренель Ламот     | Франція (FRA)  | 2:02.19 |          |
| 6     | Егле Бальчюнайте | Литва (LTU)    | 2:02.98 | SB       |
| 7     | Кенія Сінклер    | Ямайка (JAM)   | 2:03.76 |          |
| 8     | Флавія ді Ліма   | Бразилія (BRA) | 2:03.78 |          |

##### Забіг 8
| Місце | Спортсменка        | Країна                                 | Час     | Примітки |
| ----- | ------------------ | -------------------------------------- | ------- | -------- |
| 1     | Франсіна Нійонсаба | Бурунді (BDI)                          | 1:59.84 | Q        |
| 2     | Ловіса Лінд        | Швеція (SWE)                           | 2:00.04 | Q SB     |
| 3     | Найтойя Гоул       | Ямайка (JAM)                           | 2:00.49 |          |
| 4     | Люція Клоцова      | Словаччина (SVK)                       | 2:00.57 | SB       |
| 5     | Юлія Кароль        | Білорусь (BLR)                         | 2:01.09 | PB       |
| 6     | Крішуна Вільямс    | США (USA)                              | 2:01.19 |          |
| 7     | Фабіана Колманн    | Німеччина (GER)                        | 2:05.36 |          |
| 8     | Елізабет Мандаба   | Центральноафриканська Республіка (CAF) | 2:11.70 |          |

### Півфінали
У фінал виходять по двоє перших з кожного забігу (Q), а також двоє найшвидших серед решти місць (q).

##### Забіг 1
| Місце | Доріжка | Спортсменка              | Країна        | Час     | Примітки |
| ----- | ------- | ------------------------ | ------------- | ------- | -------- |
| 1     | 3       | Маргарет Ньяйрера Вамбуй | Кенія         | 1:59.21 | Q        |
| 2     | 6       | Франсіна Нійонсаба       | Бурунді (BDI) | 1:59.59 | Q        |
| 3     | 7       | Аджей Вілсон             | США (USA)     | 1:59.75 |          |
| 4     | 4       | Наталія Прищепа          | Україна (UKR) | 1:59.95 |          |
| 5     | 1       | Рене Ейкенс              | Бельгія (BEL) | 2:00.45 |          |
| 6     | 8       | Халіма Накаї             | Уганда (UGA)  | 2:00.63 |          |
| 7     | 2       | Юснейсі Сантюсті         | Італія (ITA)  | 2:00.80 |          |
| 8     | 5       | Ангеліка Ціхоцька        | Польща (POL)  | 2:01.29 |          |

##### Забіг 2
| Місце | Доріжка | Спортсменка         | Країна                | Час     | Примітки |
| ----- | ------- | ------------------- | --------------------- | ------- | -------- |
| 1     | 1       | Йоанна Йозвік       | Польща                | 1:58.93 | Q, SB    |
| 2     | 4       | Мелісса Бішоп       | Канада (CAN)          | 1:59.05 | Q        |
| 3     | 5       | Селіна Бюхель       | Швейцарія (SUI)       | 1:59.35 |          |
| 4     | 2       | Ловіса Лінд         | Швеція (SWE)          | 1:59.41 | PB       |
| 5     | 7       | Шелайна Оскан-Кларк | Велика Британія (GBR) | 1:59.45 | SB       |
| 6     | 6       | Хабітам Алему       | Ефіопія (ETH)         | 2:00.07 |          |
| 7     | 3       | Юніс Сум            | Кенія (KEN)           | 2:00.88 |          |
| 8     | 8       | Наталія Лупу        | Україна (UKR)         | 2:02.10 |          |

##### Забіг 3
| Місце | Доріжка | Спортсменка       | Країна                          | Час     | Примітки |
| ----- | ------- | ----------------- | ------------------------------- | ------- | -------- |
| 1     | 5       | Кастер Семеня     | Південно-Африканська Республіка | 1:58.15 | Q        |
| 2     | 4       | Лінсі Шарп        | Велика Британія (GBR)           | 1:58.65 | Q        |
| 3     | 6       | Кейт Грейс        | США (USA)                       | 1:58.79 | q, PB    |
| 4     | 3       | Марина Арзамасова | Білорусь (BLR)                  | 1:58.87 | q        |
| 5     | 8       | Ноелі Яріго       | Бенін (BEN)                     | 1:59.78 |          |
| 6     | 7       | Вінні Чебет       | Кенія (KEN)                     | 2:01.90 |          |
| 7     | 2       | Амела Терзіч      | Сербія (SRB)                    | 2:03.81 |          |
| 8     | 1       | Ван Чуньюй        | Китай (CHN)                     | 2:04.05 |          |

### Фінал
| Місце | Доріжка | Спортсменка              | Країна                | Час     | Примітки |
| ----- | ------- | ------------------------ | --------------------- | ------- | -------- |
| 1     | 3       | Кастер Семеня            | ПАР (RSA)             | 1:55.28 | NR       |
| 2     | 5       | Франсіна Нійонсаба       | Бурунді (BDI)         | 1:56.49 |          |
| 3     | 4       | Маргарет Ньяйрера Вамбуй | Кенія (KEN)           | 1:56.89 | PB       |
| 4     | 6       | Мелісса Бішоп            | Канада (CAN)          | 1:57.02 | NR       |
| 5     | 2       | Йоанна Йозвік            | Польща (POL)          | 1:57.37 | PB       |
| 6     | 7       | Лінсі Шарп               | Велика Британія (GBR) | 1:57.69 | PB       |
| 7     | 8       | Марина Арзамасова        | Білорусь (BLR)        | 1:59.10 |          |
| 8     | 1       | Кейт Грейс               | США (USA)             | 1:59.57 |          |